# Maurice Leblanc
Maurice Marie Émile Leblanc (ur. 11 grudnia 1864 w Rouen, zm. 6 listopada 1941) – francuski pisarz i nowelista, autor cyklu powieści kryminalnych, których bohaterem jest Arsène Lupin – dżentelmen-włamywacz.
W 1951 wszystkie jego utwory zostały wycofane z polskich bibliotek oraz objęte cenzurą.

## Biografia
Maurice Leblanc był drugim dzieckiem Émileʼa Leblanca, 34-letniego armatora handlowego, i Mathilde Blanche, z domu Brohy, 21-letniej córki zamożnych farbiarzy, córki Achille Flauberta, brata Gustaveʼa Flauberta. Jego starszą siostrą była Jehanne, urodzona w 1863, a młodszą – śpiewaczka Georgette Leblanc, urodzona w 1869, która była tłumaczką i towarzyszką Mauriceʼa Maeterlincka w latach 1895–1918.
W czasie wojny francusko-pruskiej w 1870 ojciec wysłał Maurice Leblanca do Szkocji, której krajobrazy musiały wpłynąć na jego wyobraźnię. Po powrocie ukończył studia w Rouen. Młody Leblanc pierwsze nauki pobierał w bezpłatnej instytucji, w szkole z internatem w Patry, a następnie, w latach 1875–1882, odbywał studia średnie w Lycée Corneille. Jako nastolatek poznał Gustaveʼa Flauberta i Guy de Maupassanta. Odrzucając plany ojca dotyczące jego kariery w fabryce tektury, w 1888 wyjechał do Paryża, by pisać. Początkowo pracował jako dziennikarz, potem powieściopisarz i gawędziarz, jego pierwsza powieść Une femme z 1893 została bardzo dobrze przyjęta; po niej przyszły następne (Des couples, Voici des ailes i jedyna sztuka La pitié z 1902, która okazała się porażką i spowodowała, że na jakiś czas porzucił teatr). Wzbudził zainteresowanie Julesʼa Renarda i Alphonseʼa Daudeta, jednak bez sukcesu dla publiki. Poznał wielkie nazwiska paryskiej literatury: Stéphaneʼa Mallarmégo i Alphonseʼa Allais. W 1901 opublikował powieść autobiograficzną L'Enthousiasme.
W 1905 Pierre Lafitte, dyrektor miesięcznika „Je sais tout”, zlecił mu napisanie opowiadania na podstawie postaci Rafflesa Ernesta Williama Hornunga i przygód Sherlocka Holmesa. L'Arrestation d'Arsène Lupin (Aresztowanie Arsene'a Lupina) okazało się wielkim sukcesem czytelniczym, ale Leblanc cierpiał z powodu braku uznania świata literackiego. Dwa lata później w formie książkowej ukazał się Arsène Lupin, dżentelmen włamywacz. Wydanie Arsène Lupin kontra Herlock Sholmès nie spodobało się Conan Doyleʼowi, który był wściekły, że jego detektyw Sherlock Holmes („Herlock Sholmès”) i jego pomocnik Watson („Wilson”) zostali ośmieszeni.
Radykalny socjalista i wolnomyśliciel, z wiekiem i po I wojnie światowej stał się łagodniejszy. W 1918 Leblanc kupił w Étretat dom anglo-normandzki z muru pruskiego, w którym napisał 19 powieści i 39 opowiadań. W obliczu okupacji niemieckiej opuścił Clos Lupin i schronił się w 1939 w Perpignan, gdzie zmarł na zapalenie płuc w 1941. Został ekshumowany z cmentarza Saint-Martin w Perpignan w 1947 r. i ponownie pochowany 14 października tego samego roku w Paryżu, na cmentarzu Montparnasse, obok swojej żony Marguerite i innych członków rodziny (w tym szwagra René Renoulta).

## Wybrana twórczość

### Inne prace
- Une femme (1893)
- Armelle et Claude (1897)
- Voici des ailes (1898)
- Les Lèvres jointes (1899)
- L’Enthousiasme (1901)
- Un vilain couple (1901)
- Gueule rouge (1904)
- 80 chevaux (1904)
- La Pitié, Play (1906)
- La Frontière (1911)
- Le Cercle rouge (1916–1917) - (wyd. pol. 1927 jako Czerwone koło, powieść kryminalna)[2]
- Les Trois Yeux (1919) - (wyd. pol. 1923 jako Troje oczu, a druga części tej powieści wyd. pol. 1921 jako Posłannictwo z planety Wenus, powieść fantastyczna[3])
- La Robe d’écaille rose (1920)
- Le Formidable Événement (1920) - (wyd. pol. 1928 jako Straszliwe zdarzenie, powieść fantastyczna)[4]
- Dorothée, danseuse de corde (1923) - (wyd. pol. 1925 jako Dorota, tancerka na linie, powieść kryminalna związana z zagadką postawioną w Wydrążonej Iglicy)[5]
- La Vie extravagante de Balthazar (1925)
- Le Prince de Jéricho (1930) - (wyd. pol. 2022 jako Książę Jerycho, powieść kryminalna początkowo planowana w serii Arsene Lupin)[6]
- Les Clefs mystérieuses (1932)
- La Forêt des aventures (1933)
- Le Chapelet rouge (1934) - (wyd. pol. 2024 jako Czerwony różaniec, powieść kryminalna tzw. zamkniętego kręgu)[7]
- L’Image de la femme nue (1934)
- Le Scandale du gazon bleu (1935)
- De minuit à sept heures (1937) - (wyd. pol. 2024 jako Od północy do siódmej, powieść sensacyjno-kryminalna z polskim wątkiem)[8]